# 일품진로
일품진로(一品眞露)는 하이트진로에서 생산하는 소주 브랜드이다. 일반적인 희석식 소주가 아닌 누룩으로 발효한 술을 증류시켜 제조하는 증류식 소주로, 2007년 4월 17일 알코올 도수 30도로 출시되었다. 2010년 리뉴얼되면서 도수는 23도로 변경되었다가 2013년 알콜 도수가 25도로 상향되었다.

## 개발 과정
진로는 1996년 오크통에서 숙성시킨 증류식 소주를 블렌딩한 "참나무통 맑은소주"를 출시하였으나 1997년 진로의 경영이 악화되어 법원에 화의를 신청하면서 단종되었다. 2005년 진로를 인수한 하이트는 "참나무통 맑은소주"를 제조하기 위해 저장된 증류 원액의 재고를 처리하기 위하여 2007년 증류식 소주인 일품진로를 출시하였다.
10년 이상 숙성시킨 증류 원액의 재고가 부족해지자 하이트진로는 2018년 일품진로의 마트 판매를 중단하고, 6개월 동안 숙성한 증류원액을 사용한 "일품진로 1924"를 출시하였다. 한편 2017 하이트진로는 숙성 기간을 3년으로 줄인 증류식 소주를 희석식 소주에 블렌딩한 "참나무통 맑은이슬"을 출시하였다.

## 같이 보기
- 화요 (증류식 소주)
- 진로골드 (희석식 소주)
- 참이슬 (희석식 소주)